# زبدة (فرقة)
الزبدة مجموعة موسيقية فرنسية تأسست سنة 1985، شكلها سبعة موسيقيين من عدة جنسيات، أغلبهم من شمال أفريقيا، ولدوا ونشأوا ويعيشون في مدينة تولوز. اسم «الزبدة» هي كلمة عربية، بالفرنسية تسمى "beurre"، والتي تشبه كلمة beur «بير» بلغة فيرلان العامية التي تتلاعب بالحروف، والتي تعني عربي.
موسيقاهم هي مزيج من موسيقى الروك، الريغي، البانك والموسيقى التقليدية الفرنسية والمغاربية. كلمات أغانيهم تتطرق في الغالب حول القضايا الاجتماعية المتعلقة بالأقليات في فرنسا.
شكلت لائحة في الانتخابات البلدية سنة 2001 في مدينة تولوز وأحدثت مفاجأة كبيرة للمراقبين لأنها استقطبت عدداً كبيراً من أصوات الناخبين المؤيدة لتوجهاتها السياسية والاجتماعية بحصولها على أكثر من 12٪ من الأصوات في الجولة الأولى.

## وصلات خارجية
- زبدة على موقع IMDb (الإنجليزية)
- زبدة على موقع ألو سيني (الفرنسية)
- زبدة على موقع ميوزك برينز (الإنجليزية)
- زبدة على موقع ديسكوغز (الإنجليزية)

- الموقع الرسمي (بالفرنسية)
- إلباسو ديل إبرو على يوتيوب